# Teoría motora de la percepción del habla
La teoría motora de la percepción del habla es la hipótesis que propone que las personas perciben las palabras habladas identificando los movimientos del tracto vocal con los que se pronuncian en lugar de identificar los patrones de sonido que genera el habla.,Originalmente la teoría afirmaba que la percepción del habla se realiza a través de un módulo especializado que es innato y específico del ser humano, y aunque algunas versiones más recientes de la teoría la han certificado la idea sigue siendo que el papel del sistema motor del habla no sea sólo producir articulaciones del habla, sino también detectarlas.
Dicha hipótesis ha ganado más interés por fuera del campo de la percepción del habla que por dentro, lo que ha aumentado particularmente desde el descubrimiento de las neuronas espejo que vinculan la producción y la percepción de los movimientos motores, incluidos los realizados por el tracto vocal. La teoría fue propuesta inicialmente en los Laboratorios Haskins en la década de 1950 por Alvin Liberman y Franklin S. Cooper, y fue desarrollada por Donald Shankweiler, Michael Studdert-Kennedy, Ignatius Mattingly, Carol Fowler y Douglas Whalen.

## Orígenes y desarrollo

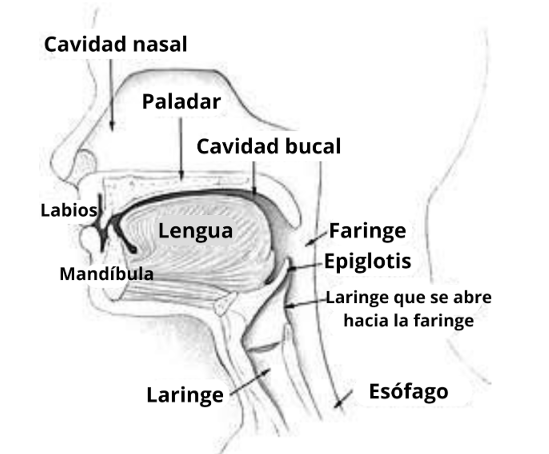
Cuando oímos palabras pronunciadas percibimos que están formadas por sonidos auditivos. La teoría motora de la percepción del habla sostiene que detrás de los sonidos que oímos están los movimientos intencionados del tracto vocal que los pronuncia.

La hipótesis tiene su origen en la investigación que utilizaba un sistema analógico de reproducción de espectogramas estilizados (Pattern Playback) para crear dispositivos de lectura para ciegos, los cuales sustituyeran los sonidos por letras ortográficas. Esto condujo a un examen detallado sobre cómo los sonidos hablados se corresponden con el espectrograma acústico de los mismos como una secuencia de sonidos auditivos y se comprobó que las consonantes y vocales sucesivas se superponen entre ellas en el tiempo (fenómeno conocido como coarticulación ), sugiriendo que el habla no se escucha como un "alfabeto" o "cifrado" acústico, sino como un "código" de gestos de habla superpuestos.

### Enfoque asociacionista
Inicialmente, la teoría era asociacionista, en la que los lactantes menores imitan el habla que escuchan y eso conduce a asociaciones conductistas entre la articulación y sus consecuencias sensoriales. Más adelante, este mimetismo manifiesto haría corto circuito y se convertiría en percepción del habla, sin embargo, este aspecto de la teoría abandonó con el descubrimiento de que los lactantes menores prelingüísticos ya podían detectar la mayoría de los contrastes fonéticos utilizados para separar los diferentes sonidos del habla.

### Enfoque cognitivista
El enfoque conductista se reemplazó por el cognitivista, en donde había un módulo del habla, el cual detectaba el habla en términos de objetos distales ocultos en lugar de hacerlo a nivel proximal o inmediato de su entrada. Como evidencia de esto, se descubrió que el procesamiento del lenguaje, como en la percepción dúplex.

### Cambio de objetos distales
Inicialmente, se asumió que la percepción del habla se vinculaba con objetos del habla, los cuales eran:
- Los movimientos invariantes de los articuladores del habla [9]
- Los comandos motores invariantes enviados a los músculos para mover los articuladores del tracto vocal [13]

Posteriormente, esto se revisó para incluir gestos fonéticos en vez de comandos motores  y luego los gestos planeados por el hablante a un nivel lingüístico pre-fonético, en vez de los movimientos reales.

### Revisión moderna
La afirmación de que el habla es especial fue descartada, ya que se encontró que la percepción del habla podría presentarse con sonidos no verbales (por ejemplo, azote de puertas con la percepción dúplex).

### Neuronas espejo
El descubrimiento de las neuronas espejo condujo nuevamente a un interés por la teoría motora de la percepción del habla y la ésta sigue teniendo defensores, aunque también existen críticos.

## Fundamentos

### Información de gestos no auditivos
Si el habla se identifica en términos de cómo se produce físicamente, entonces la información no auditiva debería incorporarse en las percepciones del habla incluso si todavía se escuchan, subjetivamente, como "sonidos". Y este es el caso.
- El efecto McGurk muestra que al observar la producción de una sílaba pronunciada diferente a una señal auditiva sincronizada afecta la percepción de la señal auditiva. En otras palabras, si alguien escucha "ba" pero ve un video de alguien más pronunciando "ga", lo que escucha es diferente (algunas personas creen escuchar "da").
- A las personas les resulta más fácil discernir el habla dentro de bullicios si pueden ver al hablante.[17]
- Las personas pueden escuchar mejor las sílabas cuando su producción se puede de manera háptica.[18]

### Percepción categórica
Usando un sintetizador de voz, los sonidos del habla pueden variar en el punto de la articulación a lo largo de un rango que va desde /bɑ/ a /dɑ/ hasta /ɡɑ/, o en el voice on set time en un rango que va de /dɑ/ a /tɑ/, por ejemplo. Cuando se solicita a los oyentes que distingan entre dos sonidos diferentes, perciben los sonidos como pertenecientes a categorías discretas; incluso si los sonidos varían de manera continua. En otras palabras, 10 sonidos (con el sonido en un extremo siendo /dɑ/ y el sonido en el otro  es /tɑ/, y los del medio variando en una escala) pueden ser todos diferentes entre sí acústicamente, pero el oyente las escuchará todos como /dɑ/ o /tɑ/. Así mismo, la consonante sajona /d/ puede tener variaciones de detalles acústicos en diferentes contextos fonéticos (la /d/ de /du/ técnicamente no suena igual que la de /di/, por ejemplo), pero todas las /d/ que percibe un oyente pertenecen a una misma categoría (oclusiva alveolar sonora) y esto se debe a que "las representaciones lingüísticas son segmentos fonéticos abstractos y canónicos o los gestos que subyacen a estos segmentos". Esto sugiere que los humanos identifican el habla utilizando una percepción categórica y, por lo tanto, que la teoría del módulo especializado, como el que fue propuesto por la teoría motora de la percepción del habla, va por buen camino.

### Imitación del habla
Si las personas pueden escuchar los gestos en el habla entonces la imitación del habla debería ser muy rápida, similar a la repetición de las palabras que se escuchan en los audífonos en el shadowing del habla. Las personas pueden repetir las sílabas que escuchan más rápido de lo que podrían de producirlas normalmente.

### Producción del habla
- Escuchar el habla activa los músculos del tracto vocal, [22] y la corteza motora  y la corteza premotora. La integración de la entrada auditiva y visual en la percepción del habla también involucra dichas áreas.[23][24]
- La alteración de la corteza premotora inhibe la percepción de las unidades del habla, como las oclusivas.[24]
- La activación de las áreas motoras se produce en función de los rasgos fonéticos que se vinculan con los articuladores de la pista vocal, los cuales crean los gestos del habla.[24]
- La percepción de un sonido del habla se ve favorecida por la estimulación preventiva de la representación motora de los articuladores responsables de su pronunciación.[25]
- El acoplamiento cortical auditivo y motor está restringido a un rango específico de frecuencia de activación neuronal.[26]

### Dualidad percepción-acción
Existe evidencia de que la percepción y la producción están generalmente acopladas en el sistema motor, esto está respaldado por la existencia de las neuronas espejo que se activan tanto al ver (u oír) una acción, así como cuando esta acción se lleva a cabo. Otra fuente de evidencia es la teoría de codificación dual entre las representaciones utilizadas para la percepción y la acción.

## Críticas
La teoría motora de la percepción del habla no es muy considerada en el campo de la percepción del habla, aunque es más popular en otros campos como la lingüística teórica. Como tres de sus defensores han señalado, "tiene pocas propuestas en el campo de la percepción del habla y muchos autores la citan principalmente para ofrecer comentarios críticos". Existen varias críticas al respecto.

### Múltiples recursos
La percepción del habla se ve afectada por fuentes de información que no son de producción, como el contexto. Las palabras individuales son difíciles de entender de forma aislada, pero fáciles cuando se escuchan en el contexto de una oración, por lo tanto,parece que la percepción del habla utiliza múltiples recursos que se integran entre sí de manera óptima.

### Producción
La teoría motora de la percepción del habla predeciría que las habilidades motoras del habla en los lactantes menores prevén sus habilidades de percepción del habla, pero en realidad es todo lo contrario. También predeciría que los defectos de la producción del habla afectarían la percepción del habla, pero no es así, sin embargo, esto sólo afecta a la primera, y ya reemplazada, versión conductista de la teoría, en la que se suponía que los lactantes menores aprendían todos los patrones de producción-percepción por medio de la imitación en la primera infancia.Esta visión ya no es la dominante entre los teóricos del habla motora.

### Módulo de habla
Varias fuentes de evidencia de la existencia de un módulo de habla especializado no se han podido corroborar.
- La percepción dúplex se puede observar con portazos.[15]
- El efecto McGurk también se puede lograr con estímulos no lingüísticos, como mostrarle a alguien un video de un balón de básquetbol rebotando pero reproduciendo el sonido de una pelota de ping pong rebotando.[32]
- En cuanto a la percepción categórica, los oyentes pueden ser sensibles a las diferencias acústicas dentro de categorías fonéticas individuales.

Como resultado, algunos investigadores abandonaron esta parte de la teoría.

### Tareas subléxicas
La evidencia proporcionada para la teoría motora de la percepción del habla se limita a tareas como la discriminación de sílabas que usan unidades de habla en lugar de palabras habladas completas u oraciones habladas. Como resultado, "la percepción del habla a veces se interpreta como una referencia a sí misma en el nivel subléxico, no obstante, el objetivo final de estos estudios es comprender los procesos neuronales que respaldan la capacidad de procesar sonidos del habla bajo condiciones ecológicamente válidas, es decir, situaciones en las que el procesamiento exitoso de los sonidos del habla finalmente conduce al contacto con el léxico mental y la comprensión auditiva". Sin embargo, esto crea el problema de "una tenue conexión con su objetivo implícito de investigación, el reconocimiento voz".

## Aves
Se ha sugerido que las aves también escuchan el canto entre ellas en términos de gestos vocales.